# Quartier du Carrousel

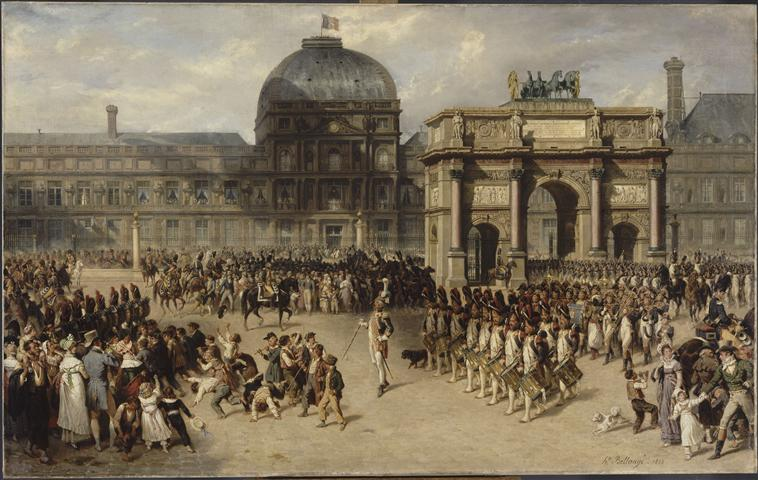
Arc de Triomphe du Carrousel, im Hintergrund der Tuilerien-Palast, 1862

Das Quartier du Carrousel war ein Pariser Stadtviertel, das sich zwischen der heutigen Cour Carrée des Louvre und dem ehemaligen Palais des Tuileries erstreckte. Es wurde im Wesentlichen durch drei in Nord-Süd-Richtung verlaufende Straßen strukturiert: Rue Fromenteau, Rue Saint-Thomas-du-Louvre und die Rue Saint-Nicaise. Im Süden verlief zusätzlich die Rue des Orties entlang der Grande Galerie, im Norden die heutige Rue Saint-Honoré. Die Spuren des Quartiers sind vollständig verschwunden, nur in der Namensgebung diverser Lokalitäten und Monumente kann man die ehemalige Existenz ebenjenes Stadtteils noch erahnen (Arc de Triomphe du Carrousel, Place du Carrousel, Pont du Carrousel). Seinen Namen erhielt das Viertel in Anlehnung an das berühmte Carrousel (Reiterumzug), das Ludwig XIV. 1662 vor dem Tuilerienschloss veranstalten ließ.
Lange Zeit war die Gegend westlich des Louvre ländlich geprägt gewesen. Erst mit der Errichtung der Mauer, die gemeinhin Karl V. zugeschrieben wird, intensiviert sich die Besiedlung. Mit dem Bau des Tuilerienschlosses durch Katharina von Medici und den folgenden Ausbauten des Louvre und der Grande Galerie unter Heinrich IV. um 1600 wurde das Viertel auch für höhere soziale Schichten und den Adel attraktiv – berühmt wurde vor allem die Chambre bleue der Marquise de Rambouillet, in der berühmte Persönlichkeiten der Zeit zusammentrafen.
Ab Heinrich IV. und seinem Grand dessein gab es immer wieder Versuche, weite Teile des Quartiers abzureißen, um die Verbindung des Louvrekernbaus mit dem Tuilerienschloss zu realisieren. Während der Revolution wurde die Guillotine zunächst auf der Place du Carrousel aufgestellt, bevor man sich schließlich für die Place de la Concorde entschied. Zudem wurde auf selbigem Platz im Gedenken an Marat ein Monument in Form einer Spitzsäule errichtet.
Nach dem Attentat gegen Napoleon in der Rue Saint-Nicaise am 24. Dezember 1800 beschloss dieser den Bau des nördlichen Flügels des Louvre bis zum heutigen Pavillon de Rohan, was zugleich umfassende Abreißarbeiten mit sich brachte. Letztendlich war es jedoch Napoleon III., der den Louvre und das Tuilerienschloss im Norden miteinander verband und die letzten Reste des Quartiers du Carrousel beseitigte. Zuletzt hatte auf der weiten Esplanade nur mehr das Hotel de Nantes der Enteignungskommission standgehalten.
Die unterirdischen Spuren des Viertels wurden im Zuge der archäologischen Ausgrabungen während der Regentschaft Mitterrands für kurze Zeit freigelegt.